# Abutilon heterochros
Abutilon heterochros är en malvaväxtart som beskrevs av Antonio Krapovickas. Abutilon heterochros ingår i släktet klockmalvor, och familjen malvaväxter. Inga underarter finns listade i Catalogue of Life.